# Amway Arena
El Amway Arena (antiguamente conocido como Orlando Arena, TD Waterhouse Centre y The Arena in Orlando, y coloquialmente conocido como O-Rena) era un pabellón localizado en Orlando, Florida. Es parte del Orlando Centroplex, un complejo deportivo y de entretenimiento situado en el centro de la ciudad. El Amway Arena fue el estadio del Orlando Magic de la NBA y del Orlando Predators de la AFL, siéndolo también de Orlando Sharks de la Major Indoor Soccer League. Pero posteriormente todos estos equipos han pasado a utilizar como sede el Amway Center.

## Historia
TD Waterhouse, una división de la compañía canadiense Toronto Dominion, compró los derechos de nombre del Orlando Arena en 1999 y renombró al pabellón a TD Waterhouse Centre. Esos derechos expiraron el 30 de noviembre de 2006, y TD Ameritrade, que había comprado TD Waterhouse, decidió no renovar el contrato. El pabellón fue brevemente conocido como "The Arena in Orlando" hasta que se firmó un nuevo contrato, en un periodo de aproximadamente una semana. El 7 de diciembre de 2006, se anunció que Amway se convertía en el nuevo patrocinador, renombrando el pabellón a Amway Arena. Amway paga 1,5 millones de dólares en cuatro años; 375 000 dólares por año. Amway además, patrocinó y dio nombre al nuevo pabellón de los Magic, el Amway Center. Richard DeVos, propietario del equipo, es el fundador de Amway.
El sobrenombre que recibía el pabellón cuando juegan los Predators es "The Jungle". Durante la temporada 2005-2006 de la AFL, el complejo fue conocido como Hummer Field at TD Waterhouse Centre.
El Amway Arena era también el pabellón del Orlando Solar Bears de la International Hockey League, y del Orlando Jackals de la Roller Hockey International. Completado en 1989 con un coste de 98 millones de dólares (completamente financiado públicamente), el pabellón daba cabida a 17.248 espectadores para los partidos de baloncesto, además de contar con 26 suites de lujo. Los derechos de nombre fueron vendidos en 2000 a TD Waterhouse por 7,8 millones de dólares por cinco años. También era usado para eventos de ocio, particularmente conciertos de rock. 
En 1990, el torneo masculino de baloncesto de la Southeastern Conference fue albergado en este pabellón, al igual que el WWF Royal Rumble el mismo año. Las primeras rondas del torneo de la NCAA se jugaron aquí a principios y mediados de los 90.
En 1991, fue votado el "Mejor Pabellón del Año" por la Revista Performance. También fue nominado al mejor pabellón para conciertos por la Pollstar Concert Industry Awards. El 9 de febrero de 1992, albergó el All-Star Game de la NBA, y durante la temporada 1993-94 de la NHL, Tampa Bay Lightning jugó cinco de sus partidos en casa aquí.
El primer y segundo partido de las Finales de la NBA de 1995 se realizaron en este complejo, al igual que las Finales de la IHL en 1996, 1999 y 2001, cuando los Solar Bears ganaron la Turner Cup en la última temporada de la IHL.
En 2004, Orlando fue elegida como una de las cinco ciudades que albergarán el Dew Action Sports Tour, una nueva franquicia de deportes extremos que comenzó a entrar en funcionamiento en 2005. Titulado PlayStation Pro, el evento fue en el TD Waterhouse Centre del 12 al 16 de octubre.
El 22 de agosto de 2004, la ciudad de Orlando expulsó a Orlando Seals, un equipo de hockey sobre hielo de ligas menores, del TD Waterhouse Centre. En cambio, Orlando Sharks de la Major Indoor Soccer League, comenzará a jugar sus partidos de local en este pabellón próximamente.
El 25 de marzo de 2012 el pabellón construido tan solo 23 años antes, fue demolido controladamente, para en su lugar construir un edificio inteligente.